# El joven Karl Marx

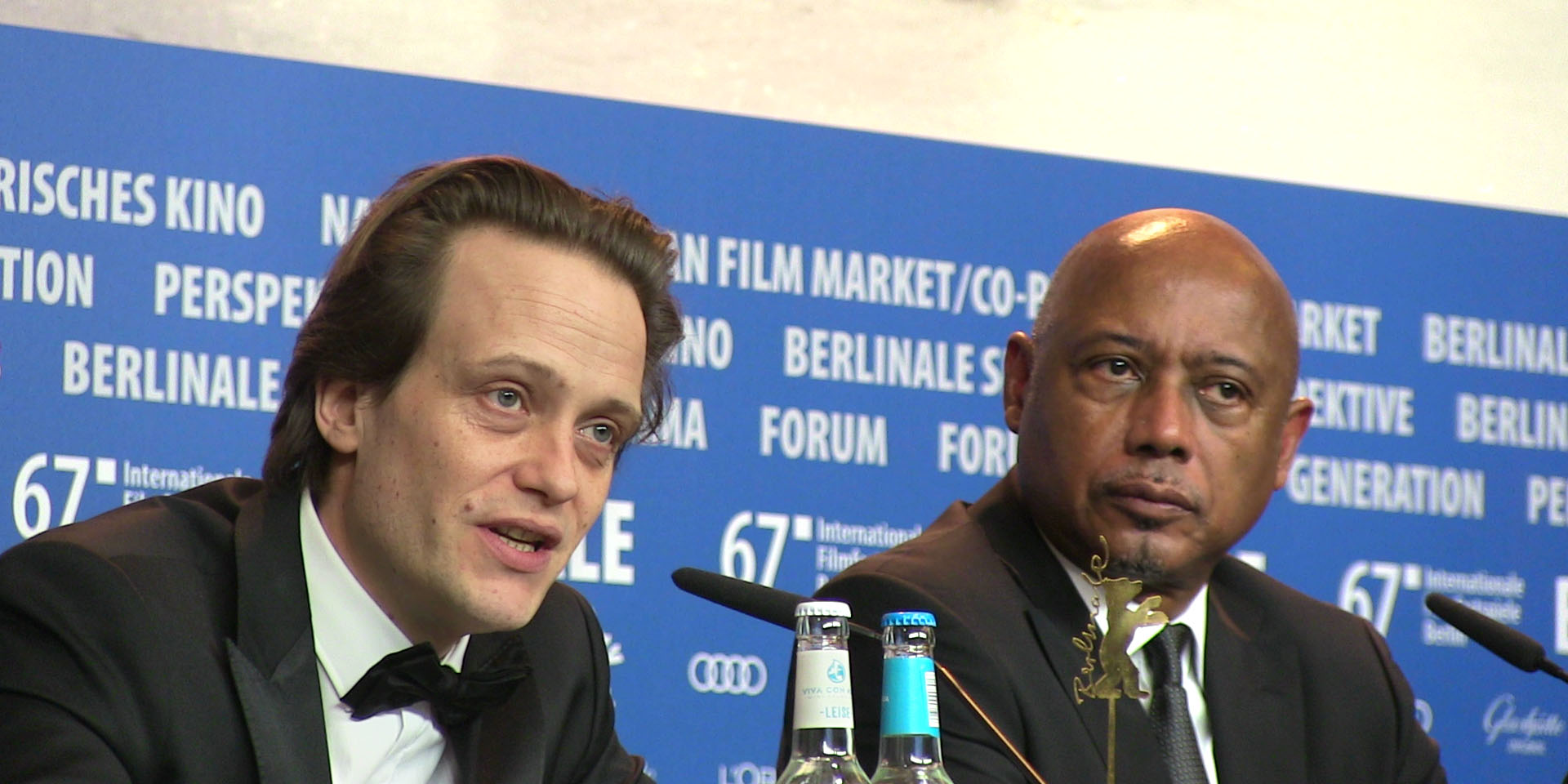
August Diehl y Raoul Peck en el 67.º Berlin International Film Festival

El joven Karl Marx (Le jeune Karl Marx) es una película dramática histórica de 2017 sobre Karl Marx dirigida por el cineasta y activista político haitiano Raoul Peck, coescrita por Peck y Pascal Bonitzer, y protagonizada por August Diehl. Se proyectó en el Festival de Cine de Berlín, del 9 al 19 de febrero de 2017. Esta película conmemora los 200 años del fundador del movimiento comunista. 

## Trama
Durante sus 20 años, Karl Marx lucha por establecerse como un escritor de importancia política y sociológica. Conoce a Friedrich Engels, un joven cuyo padre rico posee fábricas. Engels, pese a su procedencia burguesa, se da cuenta de que los trabajadores allí y en otros lugares, incluidos los niños, son maltratados y mal pagados. Los dos comienzan a trabajar juntos para crear un nuevo movimiento político con el objetivo de acabar con el modo de producción capitalista y liberar al proletariado. Finalmente, la propuesta de ambos gana el Congreso de la Liga de los Justos, que pasa a denominarse Liga Comunista en su lugar. La película termina con Marx y Engels escribiendo y publicando sus objetivos como El Manifiesto Comunista. 

## Reparto
- August Diehl como Karl Marx.
- Stefan Konarske como Friedrich Engels.
- Vicky Krieps como Jenny von Westphalen.
- Olivier Gourmet como Pierre Proudhon.
- Hannah Steele como Mary Burns.
- Eric Godon como El capataz.
- Alexander Scheer como Wilhelm Weitling.
- Hans-Uwe Bauer como Arnold Ruge.
- Stephen Hogan como Thomas Naylor.
- Rolf Kanies como Moses Hess.
- Niels-Bruno Schmidt como Karl Grün.
- Ulrich Brandhoff como Herrmann Kriege.
- Marie Meinzenbach como Helene Demuth.
- Aran Bertetto como Paddy.

## Recepción

### Crítica
En el sitio web Rotten Tomatoes, la película tiene una calificación de aprobación del 60% basada en 47 reseñas, y una calificación promedio de 6/10. El consenso crítico del sitio web dice: "El joven Karl Marx hace un valiente intento de hacer la cinematografía filosófica, pero carece de la profundidad suficiente para abordar sus temas complejos". En Metacritic, la película tiene una puntuación promedio ponderada de 63 de 100, basada en 13 críticas, lo que indica "críticas generalmente favorables".
La reseña de The Guardian de Peter Bradshaw le dio a la película cuatro de cinco estrellas y declaró: "No debería funcionar, pero lo hace, debido a la inteligencia de la actuación y la resistencia y concentración de la escritura y la dirección". En una crítica para Inside Higher Ed, Scott McLemee describió la película como "un retrato matizado y sorprendentemente preciso del revolucionario de joven", y señaló su fidelidad al registro histórico. Escribiendo para el New Statesman, Suzanne Moore describió la película como "chispeante, valiente y totalmente absorbente" y "en muchos aspectos una película biográfica convencional, levantada por sus actuaciones y por su insistencia en que las ideas importan". AO Scott, del New York Times, lo consideró como "tanto intelectualmente serio como cautivador y de espíritu libre".
FilmAffinity evaluó la película con un 6.3 sobre 10, con 1.933 votos. Movistar Plus con 324 votos puntua la película 4/5. SensaCine dio una valoración de 2.5 / 5, declarando que "produce a la larga una narración estática muy poco fluida, más interesada en cuestiones discursivas a través del diálogo que en el plano visual."

### Premios y nombramientos
Traverse City Film Festival
- Founders Grand Prize: 2017[12]